# Federico Moro (generale)
Federico Moro (Palmanova, 14 novembre 1894 – Roma, 27 dicembre 1963) è stato un generale italiano, veterano della prima guerra mondiale, e della seconda guerra mondiale. Dopo la fine del secondo conflitto mondiale fu al Comando Artiglieria del Territorio di Bolzano, della Divisione fanteria "Friuli", della Divisione fanteria "Trieste" e, una volta promosso generale di corpo d'armata, comandante del 4º Corpo d'armata alpino (1954-1956). Insignito della Croce di Cavaliere e di quella di Ufficiale dell'Ordine militare di Savoia, di tre Medaglie d'argento al valor militare, e dei titoli di Commendatore dell'Ordine della Corona d'Italia e Grande Ufficiale dell'Ordine al merito della Repubblica Italiana.

## Biografia
Nacque a Palmanova (provincia di Udine) il 14 novembre 1894, figlio di Luigi e Ida Lazzaroni. Trasferitosi al seguito della famiglia a Bologna, vi frequenta le scuole elementari, poi il Liceo classico,e infine a Roma il Collegio militare. Arruolatosi nel Regio Esercito nell'ottobre 1912 inizia a frequentare la Regia Accademia militare di artiglieria e Genio di Torino, uscendo con il grado di sottotenente assegnato all'arma di artiglieria, corpo degli alpini, il 1 aprile 1914.
Durante la Grande Guerra, col il grado di tenente dell'artiglieria da montagna, in forza al Gruppo "Aosta" del 1º Reggimento artiglieria da montagna, si distinse il 16 aprile 1916 nel combattimento di Case Rosi (Roncegno –Val Sugana). Attaccato dal nemico che arrivò a minacciare da vicino i pezzi da 65/17 mm al suo comando, raccolse gli artiglieri ai suoi ordini e una pattuglia della Guardia di Finanza, guidandoli in una carica alla baionetta che portò alla cattura di un ufficiale e 20 soldati nemici. Per questo fatto fu decorato con la prima Medaglia d'argento al valor militare.
Il 2 settembre dello stesso anno, sotto fuoco del nemico, riuscì a trasportare un cannone da 65/17 mm a circa 200 metri dalla postazione nemica che si trova sul Cauriol, infliggendo così gravi perdite all'avversario. Per questa azione fu decorato di una seconda Medaglia d'argento al valor militare.
Promosso capitano per merito di guerra, fu trasferito sul fronte carsico del Monte San Marco, e posto al comando di un gruppo di bombarde, durante la sesta battaglia dell'Isonzo (17–20 agosto 1917) fu insignito della Croce di Cavaliere dell'Ordine militare di Savoia.
Dopo la fine del primo conflitto mondiale fu mandato in Libia per un anno, e una volta rimpatriato prestò servizio dapprima nel 1°, e poi nel 2º Reggimento artiglieria da montagna, nel 29º Reggimento artiglieria da campagna e, infine, nell'8º Reggimento artiglieria pesante.
Promosso maggiore nel 1927, frequentò la Scuola Centrale d'Artiglieria e poi prestò servizio nel 2º e 4º Reggimento artiglieria alpina.
Divenuto tenente colonnello nel 1936, prestò servizio nel 3º Reggimento artiglieria alpina e poi presso l'Ispettorato delle Truppe da Montagna.
Promosso colonnello nel 1939 fu destinato, quale comandante, al 2º Reggimento artiglieria alpina con cui, dopo l'entrata in guerra del Regno d'Italia, avvenuta il 10 giugno 1940, combatté sul fronte occidentale. Nel gennaio 1941 fu inviato con il 2º Reggimento artiglieria alpina in Albania, insieme al comandante della 2ª Divisione alpina "Tridentina". distinguendosi nella fasi finali della campagna di Grecia.
Partito per il fronte orientale sempre al comando del 2º Reggimento artiglieria alpina, si distinse in seguito, nella campagna di Russia nel dicembre 1942, al comando del 3º Reggimento artiglieria alpina della 3ª Divisione alpina "Julia", meritandosi una terza Medaglia d'argento al valore militare.
Rientrato in Patria, è promosso generale di brigata per meriti di guerra nel luglio del 1943, assumendo poi il comando dell'artiglieria del XXX Corpo d'armata di stanza in Sardegna. Dopo l'armistizio dell'8 settembre, nel gennaio 1944 è trasferito in Puglia, in servizio presso il comando del LI Corpo d'armata, per assumere successivamente quello dell'artiglieria del Corpo Italiano di Liberazione che comprese dall'aprile all’agosto dello stesso anno, una forza di circa 30.000 uomini, e la cui artiglieria era costituita del 184º Reggimento artiglieria "Nembo". Distintosi in questo incarico, ottenne la Croce di Ufficiale dell'Ordine militare di Savoia.
Nel 1945 assunse il Comando Artiglieria del Territorio di Bolzano e poi quello della Divisione fanteria "Friuli".
Promosso generale di divisione nel 1951, assunse il comando della Divisione fanteria "Trieste", e nel novembre 1952 fu Ispettore dell'artiglieria. Promosso generale di corpo d'armata, i 31 luglio 1954 assume l'incarico di comandante del 4º Corpo d'armata alpino che mantenne fino al 30 settembre 1956.
Nel maggio 1955 era stato insignito dell'Onorificenza di Grande Ufficiale dell'Ordine al Merito della Repubblica, per le particolari benemerenze acquisite nel corso della sua brillante carriera. 
Posto in posizione di riserva, assume Incarichi speciali presso il Ministero della difesa, e nel 1963 divenne Presidente della Commissione Parlamentare Centrale d'Avanzamento, responsabile per tutte le promozioni dell'Esercito degli ufficiali di campo di livello inferiore (fino al grado di Capitano).
Si spense a Roma il 27 dicembre 1963, e il suo corpo, su sua volontà, fu seppellito nel cimitero di Civitavecchia.

### Fonti
1. ↑  Generals.
2. 1 2 3 4 5 6 7 8 9 10 11 12 13 14 15 16 17 18 19 20 21 22 23  Noi Alpini.
3. 1 2  Sito web del Quirinale: dettaglio decorato.
4. ↑  Bollettino Ufficiale 1946, pag.1390.
5. ↑  Bollettino Ufficiale 28 marzo 1949, dispensa 18ª, pag. 1193.